# Total War: Rome II
Total War: Rome II — відеогра у жанрі покрокової стратегії. Була розроблена компанією Creative Assembly та видана компанією Sega. Версія під Microsoft Windows вийшла 3 вересня 2013 року, а під OS X рівно через рік, 3 вересня 2014 року. Восьма гра із серії Total War. Total War: Rome II є спадкоємцем та римейком Rome: Total War.

## Ігровий процес
Як і у випадку з іншими проєктами серії Total War, у Total War: Rome 2 основною метою є побудування величної імперії. Гра поділяється на тактичну та стратегічну частини. Розробники здійснили ряд нововведень, які суттєво спрощують гру. Завдяки новому рушію Warscape, стала можливою реалізація нової камери від першого обличчя під час бою. Таким чином розробники надали процесу битви більшої атмосферності. Тепер можна спостерігати за реакцією військових на події під час битви, а також здійснювати управління артилерією власноруч.
Відтепер здійснювати рух військовими на стратегічній мапі можна у декількох режимах, що дозволяє випробовувати різні тактики у війні з ворогом. Наприклад, режим «форсований марш» дозволяє арміям та флоту долати більші відстані, але робить їх уразливими для можливих засідок. Оборонний режим є наказом для армії стати табором та збудувати укріплення, які значно збільшують шанси перемогти чисельнішого ворога. Засідка дозволяє армії заховатися та заскочити ворожу армію зненацька. Максимальна чисельність одної одиниці армії та флоту сягає 20 загонів, при обов'язковому керівництві генерала або адмірала. Кількість армій залежить показника Imperium, тобто ступінь влади, яку має ваша фракція. Збільшити показник Imperium можна, захоплюючи нові регіони та виконуючи завдання. Також можна перейменовувати армії та змінювати їх символ.
Генерали та флотоводці формують армії. Їх можна вибрати як з правлячої партії, тобто ігрової, та з опозиційної. Коли армія перебуває у режимі набору військ, вона не може рухатися. Генерали та адмірали отримують бали досвіду та підвищують свій рівень, що дозволяє призначити особливості генералу та армії. У грі присутня можливість приймати державні рішення. Наприклад, у результаті громадянської війни можна перетворити Римську республіку на імперію.
Розширилися можливості флоту, який тепер став відігравати важливу роль у геймплеї. Можна штурмувати місто одночасно з моря та землі. Тепер команду можна десантувати з кораблів на землю.
У грі присутні три види агентів: сановник, воїн та шпигун. У кожної фракції свої назви агентів. За допомогою їх можна знищити ворожого полководця та навіть цілу армію, підірвати настрій населення, сприяти корупції й т.д. Також агенти відтепер зможуть покращити життя у самій державі. Шпигун може розвинути шпигунську мережу і виявляти ворожих агентів; воїн може підіймати настрій населенню, розповідаючи про славетні подвиги військових; Сановник може давати поради щодо добробуту, таким чином зменшуючи рівень корупції у державі.
Була суттєво перероблена дипломатія. Відтепер існує так звана шкала довіри. Якщо гравець поводиться надто зухвало, порушуючи угоди із союзниками, думка фракцій стосовно гравця буде змінюватись у гіршу сторону, що ускладнить укладання дипломатичних угод в майбутньому. Якщо фракція на геополітичній арені буде вести більш-менш чесну гру, поважаючи укладенні договори та союзи, допомагати союзникам під час військових дій, рівень довіри з боку інших фракцій зростатиме.

## Кампанія
Події гри охоплюють період класичного античного періоду. Кампанія стартує у 272 року до нашої ери та триває протягом майже трьохсот років. Мапа кампанії охоплює території від сучасного Афганістану та Сибіру на Сході до Західної Європи, від Скандинавії на півночі до пустелі Сахари на Півдні. Мапа поділена на 173 регіони, які об'єднані у 57 провінцій. Провінція може містити в собі від 2 до 4 регіонів. Кожний регіон провінції може бути захоплений поступово, тобто провінція може належати одразу декільком фракціям. Володіння цілою провінцією надає гравцеві змогу реалізовувати політичні та адміністративні заходи щодо облаштування та покращення провінції. Кожна провінція має так звану столицю, як правило це найбільше місто, оточене стінами. Такі міста захоплювати важче, оскільки облога та штурм потребують іноді будування спеціальних машин, а також підтримки з моря, якщо місто портове. У кожному місті автоматично формуються свій гарнізон, чисельність яких залежить від розміру міста. Види військ також змінюються з перебудуванням будівель. Важливу роль має настрій громадян, якщо він впаде до позначки —100, почнеться повстання. Якщо територія захоплена в іншої фракції, повстануть борці за незалежність; якщо це рідна територія — місцеві бунтівники. Найбільш проблемним видом повстання є повстання рабів(на мапі біля певного міста з'являється повний загін).
Головна мета гравця у Великій кампанії — провести свою державу крізь віки, та виконуючи завдання, заволодіти майже усією мапою.

## Фракції
Всього у Великій кампанії існує 117 фракцій, 32 з яких ігрові. Перші 8 були доступні від початку, а решта була додана з виходом спеціальних DLC. Фракції мають культурний підрозділ на 10 груп: Латинська, елліністична, пунійська, германська, кельтська, кочівницька, східна, балканська, іберійська та британська культури. У кожної культури є свої переваги та недоліки. Кожна культура представлена однією, або декількома фракціями:
- Латинська — Римська республіка
- Пунійська — Карфаген
- Балканська — Одриське царство, Ардієї, Гети та Тіла
- Кельтська — Нервії, Арверни, Бойі та Галати
- Елліністична — Імперія Селевкідів, Бактрія, Македонія, Афіни, Єгипет, Епір, Сиракузи, Пергам, Кіммерія, Массалія та Колхіда
- Іберійська — Ареваки та Лузітани
- Кочівницька — Царські Скіфи, Массагети та Роксолани
- Східна — Вірменія, Парфія та Понт
- Германська — Свеби
- Британська — Іцени

У кожної фракції є свої: правляча партія, на боці якої виступає гравець, та опозиція. Якщо влада якоїсь зі сторін буде сильно переважати над іншою, почнеться громадянська війна, в результаті якої, змінюється політичний устрій держави. Так Римська республіка може стати імперією тощо.

## Завантажуваний вміст
До гри було випущено суттєву кількість DLC, які розширюють ігровий контент, привносячи в гру нові кампанії, фракції та юніти.

### Кампанії
- Ceasar in Gaul — 17 грудня 2013 рокую Перше велике доповнення до гри. Додає самостійну кампанію, присвячену походам Юлія Цезаря у Галію. Також у Великій кампанії стають доступними фракції: Нервії, Бойі та Галати.
- Hannibal at the gates — 27 березня 2014 року. Друга кампанія присвячена протистоянню Рима та Карфагена під час Другої Пунічної Війни у середземноморському регіоні. Стали доступні нові фракції: Ареваки, Лузитани та Сиракузи. Також включає нові юніти Карфагену.
- Imperator Augustus — 16 грудня 2014 року. Третя кампанія вийшла разом з Імператорським виданням гри. Сфокусована на Війні Другого тріумвірату між Марком Антонієм, Октавіаном Августом, Лепідом та Секстом Помпеєм в останній період існування Римської республіки. Включає нову фракцію, Вірменію. Імператорське видання можна було придбати безкоштовно[6].
- Wraith of Sparta — 16 грудня 2014 року. Четверта кампанія зосереджена на подіях Пелопоннеської війни між Афінами та Спартою. Включає ексклюзивні фракції, доступні лише для цієї кампанії: Беотійську лігу та Коринфський союз.
- Empire Divided — 30 листопада 2017 року[7]. П'ята кампанія розповідає про події кризи третього століття. Рим розділений на фракції, як це було в Imperator Augustus. DLC додає також оновлену політичну та дипломатичну систему у гру. Окрім того, у гру були додані спеціальні події, такі як: напад бандитів, чума, голод і т. ін.[8]

### Культури
- Держави Греції. Включає фракції: Афіни, Епір та Спарту. Вийшла разом із грою та була безкоштовною для тих, хто зробив передзамовлення, однак її також можна було придбати.
- Кочівницькі племена. Додає фракції: Масагети, Роксолани та Царські Скіфи.
- Чорноморські колонії. Нові фракції: Кімерія, Колхіда та Пергам.
- Пірати та рейдери. Додає фракції: Ардієї, Одриське царство та Тіла.

### Нові Фракції
- Селевкидьска імперія
- Понт
- Вірменія
- Гети
- Массалія
- Бактрія

### Аддони
- Кров та Бруд. Додає битвам жорстокості та реалізму. Присутні нові рухи для військових під час битви, нові види вбивств: відрубання голови й ін.
- Монстри війни. Додає нових юнітів-тварин у гру.
- Доньки Марса. Додає жіночих юнітів для фракцій: Свебів, Лузитанів, Риму, Спарти та Єгипту.
- Дива та сезони. У грі тепер доступні пори року, які впливають на геймплей та Дива світу, як на стратегічній мапі, так і на тактичній. Дива також впливають на геймплей.

## Новелізація
Один із найбільших видавців літератури — Pan Mcmillan, спільно з Thomas Dunne Books, викупили у The Creative Assembly права на публікацію серії романів, заснованих на відеогрі Total War: Rome II. ЇЇ автором виступив Девід Гіббінс. Перша книга з серії під назвою «Знищити Карфаген» (англ. Destroy Carthage) була випущена у 2013 році.